# Кажи честно
„Кажи честно“ (на английски: To Tell the Truth) е телевизионна игра на bTV, в която жури от четирима души се изправя срещу отбор от трима участници. Българската версия е по лиценз на Fremantle.

## Сезони
| Сезон | Сезон | ТВ канал | ТВ сезон      | Водещи                         | Епизоди | Старт       | Финал                | Излъчване                                        |
| ----- | ----- | -------- | ------------- | ------------------------------ | ------- | ----------- | -------------------- | ------------------------------------------------ |
|       | 1     | bTV      | 2024 (есен)   | Рая Пеева и Красимира Демирова | 17      | 7 ноември   | 31 декември          | четвъртък и петък, 22:00 – 23:00 (21:30 – 22:30) |
|       | 2     | bTV      | 2025 (пролет) | Рая Пеева и Красимира Демирова | 4       | 20 февруари | 13 март              | четвъртък, 22:15 – 23:15                         |
| 8     | 2     | bTV      | 2025 (пролет) | Рая Пеева и Красимира Демирова | 21 март | 9 май       | петък, 22:00 – 23:00 |                                                  |

От 21 февруари до 14 март 2025 г. успоредно с премиерното излъчване на епизодите от втория сезон на предаването, телевизията излъчва в същия таймслот в петък повторения на епизодите от първия сезон.
Повторенията на първи сезон продължават от 16 май 2025 г. в петък от 22:00 ч., впоследствие на 23 май (петък) от 21:30 ч., а от 26 май до 6 юни – всеки делник от 21:30 ч. В същия слот впоследствие до края на юни 2025 г. Би Ти Ви излъчва отново епизодите от втория сезон на предаването.

## Регламент
Във всеки епизод има гост-панел (известни личности), чиято задача е да познае кой от тримата непознати участници пред тях не лъже. Историите, които зрителите ще чуят, ще са също толкова неочаквани и интересни, колкото и самите участници! Някои от тях ще разсмиват до сълзи, други ще разчувстват и дори ще разтърсят зрителите емоционално. А дали след множество препятствия и „капани“ звездното жури ще успее да разкрие истинския човек, на когото принадлежи съответната история в епизодите или пък участниците ще надхитрят своите опоненти – звезди, зрителите ще могат да проследят и да се забавляват от сърце.

## Първи сезон
На 9 юли 2024 г. bTV Media Group, обявява, че е придобила правата за създаване и излъчване на 4 развлекателни тв игри. Това са продукциите: „Коя е тази песен?“, „Помниш ли текста?“, „Колко ми даваш?“ и „Кажи честно“. На 20 септември е пуснат кастинг за предаването „Кажи честно“. Водещи са Рая Пеева и Красимира Демирова.

### Гост-панелисти
| Епизод                  | Панелисти                                                                    |
| ----------------------- | ---------------------------------------------------------------------------- |
| 1 (07.11.24)            | Валери Генов, Кали, Свилен Ноев и Станимир Гъмов                             |
| 2 (08.11.24)            | Валери Генов, Кали, Свилен Ноев и Станимир Гъмов                             |
| 3 (14.11.24)            | Даниел Пеев – Дънди, Драгомир Симеонов, Милена Маркова – Маца и Явор Бахаров |
| 4 (15.11.24)            | Даниел Пеев – Дънди, Драгомир Симеонов, Милена Маркова – Маца и Явор Бахаров |
| 5 (21.11.24)            | Глория Петкова, Джулиана Гани, Здрава Каменова и Иво Танев                   |
| 6 (22.11.24)            | Глория Петкова, Джулиана Гани, Здрава Каменова и Иво Танев                   |
| 7 (28.11.24)            | Атанас Колев, Божана Кацарова, Златка Райкова и Камен Алипиев – Кедъра       |
| 8 (29.11.24)            | Атанас Колев, Божана Кацарова, Златка Райкова и Камен Алипиев – Кедъра       |
| 9 (05.12.24)            | Александър Дойнов, Богдан Томов, Кирил Недков и Лара Златарева               |
| 10 (06.12.24)           | Александър Дойнов, Богдан Томов, Кирил Недков и Лара Златарева               |
| 11 (12.12.24)           | Александър Кадиев, Ваня Щерева, Димитър Донски и Ива Чоева-Кадиева           |
| 12 (13.12.24)           | Александър Кадиев, Ваня Щерева, Димитър Донски и Ива Чоева-Кадиева           |
| 13 (19.12.24)           | Анелия Луцинова, Натали Трифонова, Филип Буков и Христо Пъдев                |
| 14 (20.12.24)           | Анелия Луцинова, Натали Трифонова, Филип Буков и Христо Пъдев                |
| 15 (26.12.24)           | Александра Гърдева, Евгени Генчев, Наталия Кобилкина и София Бобчева         |
| 16 (27.12.24)           | Александра Гърдева, Евгени Генчев, Наталия Кобилкина и София Бобчева         |
| 17 (31.12.24) (вторник) | Добромир Банев, Наум Шопов, Полина Недкова и Теа Минкова                     |

## Втори сезон

### Гост-панелисти
| Епизод        | Панелисти                                                                         |
| ------------- | --------------------------------------------------------------------------------- |
| 1 (20.02.25)  | Васил Грънчаров, Искра Донова, Ненчо Илчев и Николай Станоев                      |
| 2 (27.02.25)  | Васил Грънчаров, Искра Донова, Лазара Златарева и Ненчо Илчев                     |
| 3 (06.03.25)  | Венсан Петров, Димитър Донски, Йоана Захариева и Флорина Иванова                  |
| 4 (13.03.25)  | Антон Георгиев, Веселина Цурбрюг, Емилиян Йоцов и Николай Банков                  |
| 5 (21.03.25)  | Иван Матев, Красимира Хаджииванова, Таня Кожухарова и Станислава Ганчева          |
| 6 (28.03.25)  | Гергана Турийска, Михаил Стоянов, Надя Дердерян и Ясен Козев                      |
| 7 (04.04.25)  | Велизар Величков, Зоран Петровски, Оля Малинова и Станислава Ганчева              |
| 8 (11.04.25)  | Георги Стоянов, Емилиян Галунов, Милица Гладнишка и Петя Кюпова                   |
| 9 (18.04.25)  | Александър Пеновски, Антоан Петров, Красимира Хаджииванова и Силвестър Силвестров |
| 10 (25.04.25) | Гергана Турийска, Михаил Стоянов, Надя Дердерян и Ясен Козев                      |
| 11 (02.05.25) | Гергана Алексиева, Димитър Донски, Димитър Иванов – Капитана и Йоана Захариева    |
| 12 (09.05.25) | Велизар Величков, Зоран Петровски, Мими Шишкова и Оля Малинова                    |